# Brochothrix thermosphacta
Brochothrix thermosphacta (vroeger Microbacterium thermosphactum) is een grampositieve, onbeweeglijke, niet-sporenvormende en staafvormige bacterie die vaak als bederforganisme van (vacuüm) verpakt vlees of (vacuüm) verpakte vleesproducten optreedt. Doordat de bacterie facultatief anaeroob en psychrotroof is, kan ze goed gedijen in gekoelde omstandigheden met weinig zuurstof aanwezig. Tijdens het bederf kan Brochothrix thermosphacta allerlei vluchtige componenten aanmaken, die het product een afwijkende geur meegeven.
Brochothrix is een bacteriegeslacht binnen de Listeriaceaefamilie, dat grote gelijkenissen vertoont met Listeria.